# Alpago
Alpago är en kommun i provinsen Belluno i regionen Veneto i Italien. Kommunen hade 6 852 invånare år 2018.
Kommunen bildades den 1 januari 2016 genom en sammanslagning av de tidigare kommunerna Farra d'Alpago, Pieve d'Alpago och Puos d'Alpago. Namnet kommer från regionen Alpago.